# West-Aziatisch kampioenschap voetbal 2004
De  West Asian Football Federation Championship 2004 vond plaats in Teheran de hoofdstad van Iran. Iran won het toernooi door in de finale Syrië met 4-1 te verslaan. Het toernooi vond plaats van 17 juni 2004 tot en met 25 juni 2004.

## Geplaatste teams
| Deelnemende landen                                                      |
| ----------------------------------------------------------------------- |
| 1. Irak 2. Jordanië 3. Iran (Gastland) 4. Libanon 5. Syrië 6. Palestina |

## Stadion
| Teheran             | · Teheran Iran | · Teheran Iran |
| Azadistadion        | · Teheran Iran | · Teheran Iran |
| Capaciteit: 100.000 | · Teheran Iran | · Teheran Iran |
|                     | · Teheran Iran | · Teheran Iran |

## Groepsfase

### Groep 1
| Land      | Gsp | Win | Gel | Ver | DV | DT | +/− | Pnt |
| --------- | --- | --- | --- | --- | -- | -- | --- | --- |
| Jordanië  | 2   | 1   | 1   | 0   | 3  | 1  | +2  | 4   |
| Irak      | 2   | 1   | 0   | 1   | 2  | 3  | −1  | 3   |
| Palestina | 2   | 0   | 1   | 1   | 2  | 3  | −1  | 1   |

|                                 |                   |       |                       |                       |
| 17 juni 2004 «onderlinge duels» | Palestina         | 1 – 1 | Jordanië              | Azadistadion, Teheran |
| 17 juni 2004 «onderlinge duels» | Ziyad Al-Kord 12' |       | Haitham Al-Shaboul 3' | Azadistadion, Teheran |

|                                 |                       |       |                   |                       |
| 19 juni 2004 «onderlinge duels» | Irak                  | 2 – 1 | Palestina         | Azadistadion, Teheran |
| 19 juni 2004 «onderlinge duels» | Emad Mohammed 41' 83' |       | Ziyad Al-Kord 40' | Azadistadion, Teheran |

|                                 |                                          |       |      |                       |
| 21 juni 2004 «onderlinge duels» | Jordanië                                 | 2 – 0 | Irak | Azadistadion, Teheran |
| 21 juni 2004 «onderlinge duels» | Moayad Mansour 48' Mahmoud Shelbaieh 79' |       |      | Azadistadion, Teheran |

### Groep 2
| Land    | Gsp | Win | Gel | Ver | DV | DT | +/− | Pnt |
| ------- | --- | --- | --- | --- | -- | -- | --- | --- |
| Iran    | 2   | 2   | 0   | 0   | 11 | 1  | +10 | 6   |
| Syrië   | 2   | 1   | 0   | 1   | 4  | 8  | −4  | 3   |
| Libanon | 2   | 0   | 0   | 2   | 1  | 7  | −6  | 0   |

|                                 |                                               |       |         |                       |
| 17 juni 2004 «onderlinge duels» | Iran                                          | 4 – 0 | Libanon | Azadistadion, Teheran |
| 17 juni 2004 «onderlinge duels» | Ali Daei 15' (pen) 62' 88' Javad Nekounam 80' |       |         | Azadistadion, Teheran |

|                                 |                                                              |       |                  |                       |
| 19 juni 2004 «onderlinge duels» | Syrië                                                        | 3 – 1 | Libanon          | Azadistadion, Teheran |
| 19 juni 2004 «onderlinge duels» | Yehyah Al-Rashed 7' Yousef Sheeh Al-Eshreh 27' Raja Rafe 45' |       | Haitham Zein 65' | Azadistadion, Teheran |

|                                 |                    |       | |                       |
| 21 juni 2004 «onderlinge duels» | Syrië              | 1 – 7 | Iran | Azadistadion, Teheran |
| 21 juni 2004 «onderlinge duels» | Maher Al Sayed 82' |       | Ali Daei 29' Alireza Vahedi Nikbakht 30' Mohammad Nosrati 45+3' Arash Borhani 55' 85' Ali Karimi 86' Farhad Majidi 89' (pen) | Azadistadion, Teheran |

## Knockout-fase
|  | halve finale      | halve finale      |   |                   | finale            | finale |
|  |                   |                   |   |                   |                   |        |
|  | 23 juni – Teheran |                   |   |                   |                   |        |
|  | Jordanië          | 1 (3)             |   |                   |                   |        |
|  | Syrië             | 1 (4)             |   |                   |                   |        |
|  |                   |                   |   |                   |                   |        |
|  |                   |                   |   |                   | 24 juni – Teheran |        |
|  |                   |                   |   |                   | Iran              | 4      |
|  |                   | Syrië             | 1 |                   |                   |        |
|  |                   |                   |   |                   |                   |        |
|  |                   |                   |   |                   | derde plaats      |        |
|  | 23 juni – Teheran | 23 juni – Teheran |   | 24 juni – Teheran | 24 juni – Teheran |        |
|  | Iran              | 2                 |   | Jordanië          | 3                 |        |
|  | Irak              | 1                 |   |                   | Irak              | 1      |

### Halve finale
|                                 |                  |                                  |               |                       |
| 23 juni 2004 «onderlinge duels» | Jordanië         | 1 – 1 (n.v.) Strafschoppen 3 – 4 | Syrië         | Azadistadion, Teheran |
| 23 juni 2004 «onderlinge duels» | A'amer Dheeb 21' |                                  | Raja Rafe 55' | Azadistadion, Teheran |

|                                 |                                     |       |                  |                       |
| 23 juni 2004 «onderlinge duels» | Iran                                | 2 – 1 | Irak             | Azadistadion, Teheran |
| 23 juni 2004 «onderlinge duels» | Javad Nekounam 4' Arash Borhani 55' |       | Ahmad Mnajed 30' | Azadistadion, Teheran |

### Troostfinale
|                                 |                                              |       |                   |                       |
| 24 juni 2004 «onderlinge duels» | Jordanië                                     | 3 – 1 | Irak              | Azadistadion, Teheran |
| 24 juni 2004 «onderlinge duels» | Badran Al-Shaqran 27' 47' Qosay Abu Alia 76' |       | Emad Mohammed 81' | Azadistadion, Teheran |

### Finale
|                                 |                                                                  |       |              |                       |
| 24 juni 2004 «onderlinge duels» | Iran                                                             | 4 – 1 | Syrië        | Azadistadion, Teheran |
| 24 juni 2004 «onderlinge duels» | Ali Karimi 34' Ali Daei 59' Arash Borhani 69' Javad Nekounam 75' |       | Raja Rafe 3' | Azadistadion, Teheran |

| West-Aziatisch kampioenschap Winnaar 2004 |
| ----------------------------------------- |
|                                           |
| IRAN 2de titel                            |